# Гамлиц
Гамлиц (нем. Gamlitz) — ярмарочная коммуна (нем. Marktgemeinde) в Австрии, в федеральной земле Штирия. 
Входит в состав округа Лайбниц.  Население составляет 3084 человека (на 31 декабря 2005 года). Занимает площадь 34.51 км². Официальный код  —  61009.

## Политическая ситуация
Бургомистр коммуны — Карл Врачко (АНП) по результатам выборов 2005 года.
Совет представителей коммуны (нем. Gemeinderat) состоит из 21 места.
- АНП занимает 15 мест.
- СДПА занимает 5 мест.
- für unser Gamlitz: 1 место.